# Igreja africana primitiva

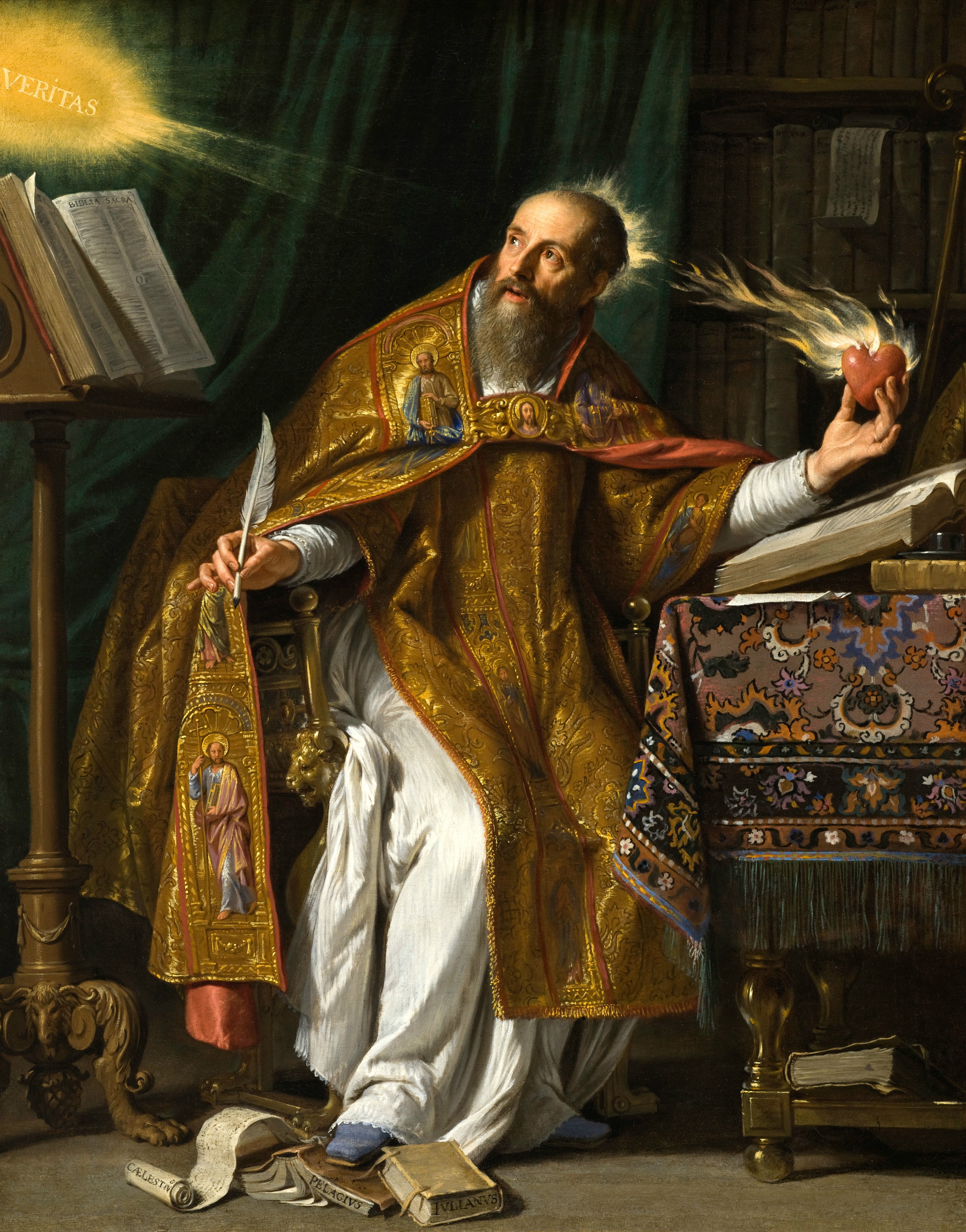
Santo Agostinho

O nome Igreja africana primitiva é dado às comunidades cristãs que habitavam a região conhecida politicamente como África Romana, e compreendia geograficamente algo em torno da área da Diocese romana da África, a saber: o litoral mediterrâneo entre Cirenaica a leste e o rio Ampsaga (agora Oued Rhumel) a oeste; aquela parte que fica de frente para o Oceano Atlântico sendo chamada de Mauritânia, além de Bizacena. Correspondendo assim um pouco ao Marrocos contemporâneo, Argélia, Tunísia e Líbia. A evangelização da África seguiu as mesmas linhas traçadas pela civilização romana. Do final do quinto e início do sexto século, a região incluiu vários reinos berberes cristãos.
A primazia informal era exercida pela Arquidiocese de Cartago, uma arquidiocese metropolitana também conhecida como "Igreja de Cartago". A Igreja de Cartago era, portanto, para a Igreja africana primitiva o que a Igreja de Roma era para a Igreja Católica na Itália.  A arquidiocese usava o Rito africano, uma variante dos ritos litúrgicos ocidentais em língua latina, possivelmente um uso local do Rito romano primitivo.
Figuras famosas incluem Santa Perpétua, Santa Felicidade e seus Companheiros (morreu c. 203), Tertuliano (c. 155–240), Cipriano (c. 200–258), Ceciliano (floruit 311), Santo Aurélio (morreu 429) e Eugênio de Cartago (morreu 505). Tertuliano e Cipriano são ambos considerados Padres da Igreja latinos da Igreja Latina. Tertuliano, um teólogo de ascendência parcialmente berbere, foi fundamental no desenvolvimento da teologia trinitária e foi o primeiro a aplicar a língua latina extensivamente em seus escritos teológicos. Como tal, Tertuliano foi chamado de "o pai do Cristianismo latino" e "o fundador da Teologia Ocidental". Cartago permaneceu um importante centro do Cristianismo, hospedando vários concílios de Cartago.